# Die Schlange von Midgard
Die Schlange von Midgard im Hansa-Park (Sierksdorf / Schleswig-Holstein) ist eine Stahlachterbahn vom Modell Family Coaster des Herstellers Gerstlauer Amusement Rides, die am 15. April 2011 eröffnet wurde. Die Achterbahn, die speziell auf Kinder ausgerichtet ist, besitzt eine detailgetreue Thematisierung in Anlehnung an eine Wikingergeschichte und hat speziell für Kinder konzipierte Züge.

## Fahrt
Nachdem die Fahrgäste in den als Wikingerschiff gestalteten Zug eingestiegen sind verlässt der Wagenverbund die Station, bleibt aber in dem Gebäudekomplex. In einer Linkskurve vor dem 10 Meter hohen Kettenlift, der von außen als Turm verkleidet ist, bleibt der Zug stehen, damit die Fahrgäste einer Animatronik der Firma Calren Media GmbH zuhören können, die eine Geschichte von einem sagenumwobenen Drachenschiff erzählt. Nachdem der Zug anschließend den Kettenlifthill erklommen hat, fährt er ins Freie und die 10 Meter hohe linksgeneigte Abfahrt hinunter. Nach der Abfahrt, die durch einen Schuppen führt, folgt ein linksgeneigter Hügel, der in einer langgezogenen 270° Linkskurve endet. Es folgt ein kleiner Hügel über die vorher befahrene Strecke und eine 180° Linkskurve zurück zu der Station. Da der angesprochene Verlauf relativ kurz ist, wird er zweimal durchfahren.

## Besonderheiten
Die Schlange von Midgard ist der erste Family Coaster von Gerstlauer, der ein spezielles Wagendesign für Kinder besitzt. So ist es durch spezielle Sitzschalen und Haltebügel möglich, dass bereits Kinder mit einer Körpergröße von nur einem Meter mitfahren. Auch wird, wie bereits bei Flucht von Novgorod umgesetzt, durch die detailgetreue Thematisierung im Wikinger-Thema eine eigene Geschichte zur Fahrt erzählt.